# كلوستريديوم شيرماتشيري
كلوستريديوم شيرماتشيرينس أو كلوستريديوم شيرماتشيري (نسبة لواحة شيرمانشير في أنتاركتيكا) هو نوع من البكتيريا من فصيلة كلوستريدياسيا.